# جسيمات خشبية مضغوطة

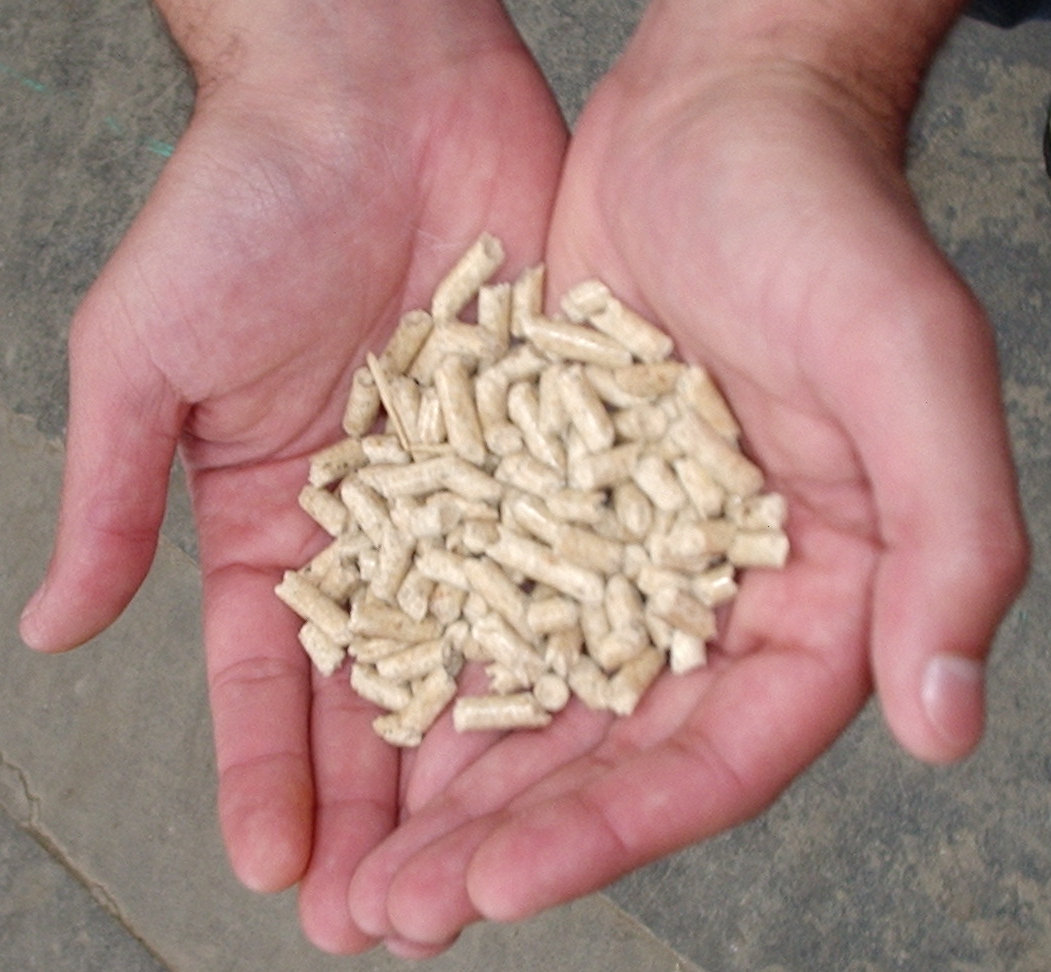
الجسيمات الخشبية المضغوطة

الجسيمات الخشبية المضغوطة هو وقود حيوي من كتل تُحضر من منتجات ثانوية أو جانبية (مثل نشارة المقاطع، ونشارة الخشب أو الرقائق) للصناعات الميكانيكية والتحويلية للخشب، مثل معامل صناعة الأثاث أو أنشطة تحويلية أخرى للخشب. وتُنتج هذه الكتل إما مباشرة بالضغط أو بإضافة مادة تربط بين الحبيبات بنسبة لا تتجاوز 3٪ وزناً. هذه الجسيمات، تكون عموماً أسطوانية الشكل، ولا يتجاوز قطرها 25 مم وطولها لا يتجاوز 100 ملم.